# Andreas Wagenhaus
Andreas Wagenhaus (ur. 29 października 1964 w Naumburgu) – niemiecki piłkarz występujący na pozycji obrońcy.

## Kariera klubowa
Wagenhaus treningi rozpoczął w 1972 roku w zespole TSG Naumburg. W 1977 roku przeszedł do juniorów Hallescher FC Chemie. W 1983 roku został włączony do jego pierwszej drużyny. W DDR-Oberlidze zadebiutował 27 sierpnia 1983 roku w zremisowanym 2:2 pojedynku z FC Karl-Marx-Stadt. W 1984 roku spadł z zespołem do DDR-Ligi, ale w 1987 roku wrócił z nim do DDR-Oberligi.
W 1989 roku Wagenhaus odszedł do Dynama Drezno, także grającego w DDR-Oberlidze. W 1991 roku, po zjednoczeniu Niemiec, rozpoczął z nim starty w Bundeslidze. Pierwszy mecz zaliczył w niej 3 sierpnia 1991 roku przeciwko 1. FC Kaiserslautern (0:1). W Dynamie spędził 4,5 roku.
Na początku 1994 roku Wagenhaus przeszedł do tureckiego Fenerbahçe SK. W tym samym roku wywalczył z nim wicemistrzostwo Turcji. W połowie 1994 roku wrócił do Niemiec, gdzie został graczem drugoligowego Waldhof Mannheim. Przez 3 lata w jego barwach zagrał 51 razy i zdobył 2 bramki.
W 1997 roku odszedł do szwajcarskiego trzecioligowca FC Gossau. Potem grał jeszcze w niemieckich VfL Halle 96 i SpVgg Lindau oraz austriackich FC Dornbirn 1913 i FC Schwarzach.

## Kariera reprezentacyjna
W reprezentacji NRD Wagenhaus zadebiutował 24 stycznia 1990 roku w przegranym 0:3 towarzyskim meczu z Francją. W drużynie narodowej rozegrał łącznie 3 spotkania, wszystkie w 1990 roku.